# 쉘리 콜
셸리 콜(Shelly Cole, 1975년 8월 22일 ~ )은 미국의 배우이다.
미국에서 태어났다.

## 출연 작품

### 영화
- Prey For Rock & Roll (2003)
- 다크 하우스 (2009)
- How to Make Love to a Woman (2010)

### 텔레비전
- 길모어 걸스 (2000-04)